# Šahovec
Šahovec je naselje v občini Trebnje.
Šahovec je gručasta vasica na spodnjem, položnem delu zahodnega pobočja Vrha. V bližini so njive Želovca, Pri kamnu, Reber in Gorica, ker pa so orane v smeri plastnic, so ob njih sčasoma nastale terase. Ob hišah je sadno drevje, v Hribu pa raste gozd. Sredi vasi stoji cerkev svetega Duha, ki je bila prvič omenjena leta 1526, danes pa v njej ni več sledu o srednjem veku, v katerem je nastala. Pod zvonikom je kamnit polkrožen portal, k ladji je prislonjen pravokoten prezbiterij, notranja oprema cerkve pa je iz 18. stoletja. V vasi je tudi spominsko obeležje padlim kurirjem TV 4.